# アリアン1

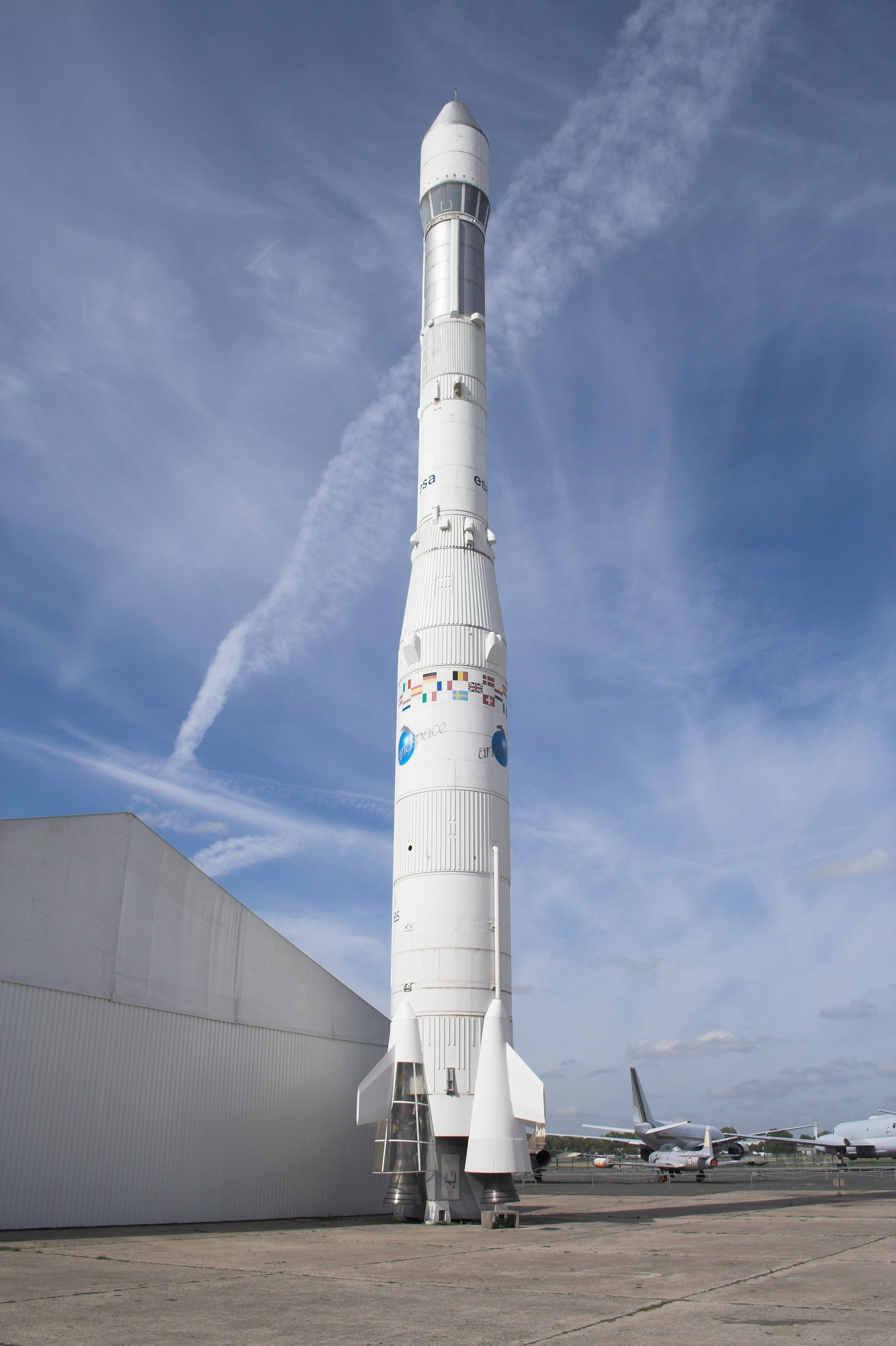
アリアン1

アリアン I（Ariane 1）はアリアンシリーズの最初のロケットである。

## 詳細
打ち上げ時の重量は210,000kg、アリアンIは静止軌道に最大1850kgの1機若しくは小型の衛星2機を投入できる。以前、ヨーロッパ各国が共同開発していたヨーロッパロケットの経験を基にフランス主導で開発された。
アリアンIは3段式のロケットである。
- 1段目はSociété Européenne de Propulsion（現スネクマ）が開発した4基のバイキングエンジンを使用している。
- 2段目は1基のバイキングエンジンを使用する。
- 3段目は液体酸素/液体水素二液推進剤ロケットエンジンを使用する。推力は7,000kgf (69 kN)である。

この設計はアリアン4まで受け継がれた。

## 打ち上げの歴史
1979年12月24日南米のフランス領ギアナのクールーから打ち上げに成功した。打ち上げに際して商業衛星打ち上げ市場の独占を目論むアメリカからの外交的妨害工作により燃料の輸入が困難となったためソ連から輸入して使用した。品質検査を行った所、アメリカ製より高品質であったという。また、アメリカはキリル文字などでソ連船籍に偽装した船をクールー沿岸まで派遣し監視を行ったが、燃料輸入により外交ルートが出来上がっていたフランスがソ連に照会を行い船を派遣していない旨回答を受け取り、それをもってアメリカに対し警告を行うと船は去っていったという。2回目は1980年、第一段エンジンのバイキングエンジンの一基が不安定燃焼のために失敗した。
3回目の打ち上げは成功し、3基の衛星を軌道に投入し、最後の打ち上げ試験となる4回目の打ち上げも成功した。
次の最初の商業的な打ち上げは打ち上げ7分後に3段のエンジンのターボポンプが故障したため失敗した。次の6回の打ち上げは全て成功した。
1985年7月2日、アリアンIの10回目の打ち上げでハレー彗星探査機ジオットの打ち上げに成功した。
民間に衛星写真を提供するSPOTの初号機は1986年2月22日にアリアンIとしては最終の打ち上げとなる11回目の打ち上げで軌道投入に成功した。